# Playa del Quemado
Playa del Quemado är en strand i Spanien. Den ligger i den spanska exklaven Melilla i Nordafrika.